# STS-64
STS-64 foi uma missão do programa do ônibus espacial, realizada pela tripulação da nave Discovery entre 9 e 20 de Setembro de 1994, que levou a cabo diversas experiências científicas no espaço.

## Tripulação
| Posição                  | Astronauta       |
| ------------------------ | ---------------- |
| Comandante               | Richard Richards |
| Piloto                   | Blaine Hammond   |
| Especialista de missão 1 | Jerry Linenger   |
| Especialista de missão 2 | Susan Helms      |
| Especialista de missão 3 | Carl Meade       |
| Especialista de missão 4 | Mark C. Lee      |

## Ligações Externas
- Sumário da Missão